# Cyphocharax magdalenae
Cyphocharax magdalenae és una espècie de peix de la família dels curimàtids i de l'ordre dels caraciformes.

## Morfologia
- Els mascles poden assolir 15,1 cm de llargària total.
- Nombre de vèrtebres: 31-33.[5]

## Alimentació
Menja detritus i algues (incloent-hi diatomees).

## Hàbitat
Viu en zones de clima tropical entre 22 °C - 29 °C de temperatura.

## Distribució geogràfica
Es troba a Amèrica: conques dels rius Magdalena i Atrato i rius del vessant pacífic de Panamà i del sud-oest de Costa Rica.